# Castelo de Albocácer
O Castelo de Albocácer localiza-se no município de Albocàsser, na província de Castellón, na comunidade autónoma da Comunidade Valenciana, na Espanha.

## História
O castelo remonta à época da Reconquista cristã da Península Ibérica, erguido pela Ordem do Templo em 1249. A sua volumetria, característica, é, em linhas gerais, a que lhe foi conferida pela ampliação procedida por Artal de Alagón em 1289, trabalhos esses que compreenderam a ereção de duas torrer nos vértices principais. Com a extinção da Ordem, o castelo e seus domínios passaram para a Ordem de Montesa (1319).
Em 1558 sofreu novos trabalhos de ampliação e remodelação.
Actualmente em ruínas, subsistem apenas alguns troços das antigas muralhas e de algumas torres.

## Características
Implantado no centro do núcleo urbano, apresentava planta com formato irregular, em estilo gótico. Incluía dois pátios, três plantas e duas galerias.